# Kioéa d'Hawaï
Chaetoptila angustipluma
Genre
Espèce
Statut de conservation UICN

 EX  : Éteint
Le Kioéa d'Hawaï ou Méliphage kioéa, Chaetoptila angustipluma, est une espèce éteinte d'oiseaux qui se trouvait sur l'île principale de l'archipel d'Hawaï. Il habitait dans le haut plateau forestier et n'est connu que de quatre spécimens récoltés entre 1840 et 1859. C'est la seule espèce du genre Chaetoptila. Les auteurs ont proposé de les placer dans une nouvelle famille Mohoidae.